# Klaus-Dieter Drüen
Klaus-Dieter Drüen (* 1969 in Moers) ist ein deutscher Jurist und Hochschullehrer an der Ludwig-Maximilians-Universität München.

## Leben
Nach seinem Abitur 1988 begann Drüen zunächst eine Ausbildung zum Diplom-Finanzwirt in Nordrhein-Westfalen. Dem schloss er ein Studium der Wirtschafts- und der Rechtswissenschaften an der FernUniversität Hagen an, das er später an der Universität Bochum fortsetzte.
1994 legte er das wirtschaftswissenschaftliche Vordiplom ab, 1996 folgte mit dem Ersten Juristischen Staatsexamen der Abschluss seines rechtswissenschaftlichen Studiums. 1998, ein Jahr vor seinem Zweiten Staatsexamen, promovierte Drüen an der Universität Bochum bei Heinrich Wilhelm Kruse zum Dr. jur.
Ab 2000 war Drüen als wissenschaftlicher Assistent von Roman Seer am Lehrstuhl für Steuerrecht der Universität Bochum tätig. In dieser Zeit arbeitete er an seiner Habilitation, die er 2005 abschloss. Damit wurde Drüen die venia legendi für die Fächer Deutsches und Europäisches Steuerrecht, Bilanzrecht, Staats- und Verwaltungsrecht verliehen.
Ab dem Wintersemester 2007/08 hatte Drüen den Lehrstuhl für Unternehmenssteuerrecht an der Universität Düsseldorf inne, nachdem er 2006 einen Ruf der Universität Augsburg abgelehnt hatte. Zum Wintersemester 2015/16 wechselte Drüen als Nachfolger von Moris Lehner an die Universität München auf den Lehrstuhl für Deutsches, Europäisches und Internationales Steuerrecht und Öffentliches Recht. Seit dem 17. Mai 2010 ist Drüen zudem Richter im zweiten Hauptamt im Körperschaftsteuersenat (vgl. Körperschaftsteuer und Körperschaftsteuer (Deutschland)) des Finanzgerichts Düsseldorf.

## Veröffentlichungen (Auswahl)
- Periodengewinn und Totalgewinn – Zum Einfluß des Totalgewinngedankens auf die steuerrechtliche Gewinnermittlung. Duncker & Humblot, Berlin 1999, ISBN 978-3-428-09683-1. (Dissertation)
- Die Indienstnahme Privater für den Vollzug von Steuergesetzen. Mohr Siebeck, Tübingen 2012, ISBN 978-3-16-150340-5. (Habilitationsschrift)
- Monika Jachmann & Klaus-Dieter Drüen: Allgemeines Verwaltungsrecht. 3. Auflage. Carl Heymanns, Köln 2010, ISBN 978-3-8006-4053-9.
- Johannes Dietlein & Klaus-Dieter Drüen: Grundlagen und Reichweite des Vertrauensschutzes bei Ausfuhrlieferungen im nichtkommerziellen Reiseverkehr. Nomos, Baden-Baden 2010, ISBN 978-3-8329-5760-5.
- Unternehmensverbundene Stiftungen und ihre Besteuerung. düsseldorf university press, Düsseldorf 2011, ISBN 978-3-940671-76-9.
- Klaus-Dieter Drüen & Otto-Gerd Lippross: Skript Allgemeines Steuerrecht. 15. Auflage. Alpmann Schmidt, Münster 2016, ISBN 978-3-86752-458-2.